# Richia distichoides
Richia distichoides är en fjärilsart som beskrevs av Augustus Radcliffe Grote 1883. Richia distichoides ingår i släktet Richia och familjen nattflyn. Inga underarter finns listade.